# IC 4259
IC 4259 ist eine Spiralgalaxie vom Hubble-Typ S? im Sternbild Wasserschlange. Sie ist schätzungsweise 628 Millionen Lichtjahre von der Milchstraße entfernt.

Das Objekt wurde am 4. Mai 1904 von Royal Harwood Frost entdeckt.